# Oskar Michael
Oskar Michael (* 3. Juli 1894 in Dresden; † unbekannt) war ein deutscher Radrennfahrer.

## Sportliche Laufbahn
Michael war im Straßenradsport aktiv. 1912 hatte er mit dem Radsport begonnen. Von 1922 bis 1927 war er Berufsfahrer. Unter seinen Rennfahrerkollegen wurde er „Ossi“ oder „Flitzer“ gerufen. Als Amateur gewann er die Rennen Dresden–Elsterwerda–Dresden, Rund um Bonn, Rund um Augsburg, Rund um München, Dresden–Chemnitz–Dresden, den Großen Straßenpreis von Hannover, den Germania-Preis in Hamburg, die Meisterschaft von Westdeutschland und den Großen Straßenpreis vom Rhein.
Zweiter wurde Michael bei Rund um Berlin, Rund um Warschau und Rund um Spessart und Rhön. Zweimal gewann er traditionsreiche deutsche Eintagesrennen: 1923 Rund um Frankfurt vor Walter Geisdorf und 1931 Rund um die Hainleite vor Erich Händel. 1929 wurde er Zweiter bei Rund um die Hainleite hinter Karl Stache. Dritte Plätze holte Michael 1927 bei Rund um Köln und 1929 in der nationalen Meisterschaft im Mannschaftszeitfahren mit seinem Verein Berliner Bicycle Club Germania 1883. 1932 trat er vom Radsport zurück.

## Berufliches
Bei den Olympischen Sommerspielen 1936 war er als Mechaniker der deutschen Bahnfahrer tätig. Nach dem Zweiten Weltkrieg lebte er in Ost-Berlin. Im Bezirk Weißensee betrieb er eine Fahrradwerkstatt.